# Wina słowackie
Wina słowackie – wina produkowane na Słowacji.
Uprawy skupiają się na południu kraju, od granicy z Czechami (która oddziela winnice od Morawskiego regionu winiarskiego) aż po apelacje Tokajská i Vychodoslovenská w południowo-wschodniej części, przy granicy z Węgrami i Ukrainą. Większość winnic leży jednak w południowo-zachodniej części Słowacji, ze względu na korzystniejszy klimat. Przeważają szczepy o jasnych skórkach i stanowią ok. 85% produkcji. Niektóre odmiany mają węgierski rodowód, np. ezerjó, leányka i cserszegi füszeres. Z odmian na wina czerwone znane są okolice Skalicy (m.in. wyhodowany w Czechach szczep andré, w 2009 popularniejszy na Słowacji niż w ojczyźnie) oraz Nitry (tutaj prócz odmian białych cabernet sauvignon).  

## Historia

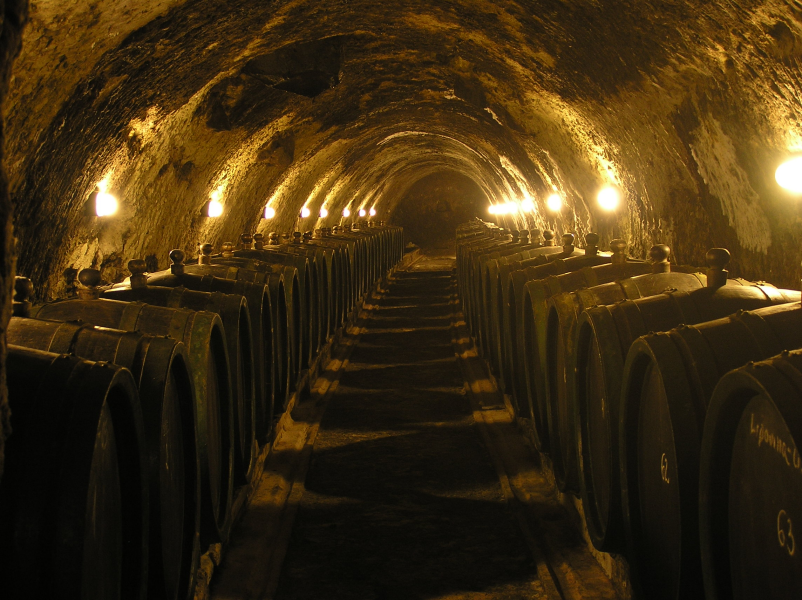
Piwnica w regionie Tokaj

Na terenie dzisiejszej Słowacji już 4 lata p.n.e. wino produkowali Celtowie, a po nich Rzymianie, którzy kolonizowali terytorium kotliny karpackiej od strony Dunaju. Rzymski cesarz Markus Aureliusz Probus kazał wysadzać winnice na południowych stokach Małych Karpat, a łyk kwaśnego wina po zmieszaniu z wodą było ostatnią nagrodą i odkupieniem dla umierającego rzymskiego legionisty. Stevenson podaje, że wino na terenie Słowacji (właśnie Małe Karpaty) wyrabiano już ok. 1000 p.n.e., aczkolwiek nie wiadomo, czy z winogron.
Najstarsze winne piwnice pochodzą z XIII wieku, kiedy to tatarskie hordy napadały te ziemie i pustoszyły winnice. Wyludnioną krainę zasiedlali Niemcy, a wschodnią część Włosi, którzy przynieśli ze sobą sadzonki furmintu, jednego z podstawowych szczepów tokajskiego wina.
Po koniec XVI wieku obszar winnic przekraczał 40 000 ha. Według historyków, zeschnięte owoce winogron po słowacku nazywane cibebami już wtedy były wykorzystywane do produkcji wina podobnego w smaku do win tokajskich. Według legendy pierwsze tego rodzaju wyprodukował książę Ladislav Sepsi Máte dla Zuzanny Lorantfyowej.
W średniowiecznym Królestwie Węgierskim, wina o najwyższej jakości wyrabiali winiarze z miejscowości Svätý Jur (Święty Jerzy) koło Bratysławy ze szczepu viridula. Wina te według znawców pachniały figami i dorównywały jakością winom tokajskim. Oprócz Viriduli winne beczki napełniały też wina ze szczepów frankula, runcinula, melitula (Honigweinbeer), augusta, grandikula, krassula, albula i też tak zwane „Kozie cycki”, które jeszcze teraz można znaleźć w starych winnicach Małych Karpat.
Bratysława była, po francuskiej Szampanii, pierwszym miejscem w Europie gdzie zaczęto produkcję wina musującego metodą zbliżoną do szampańskiej, tzn. przez dojrzewanie młodego wina z dodatkiem cukru w butelkach. Na początku XIX wieku, ranny żołnierz napoleoński J.E. Hubert, wracając z kampanii moskiewskiej, zakochał się w Bratysławie w siostrze szpitalnej. Miłość do tej kobiety i małokarpackie wina zatrzymały Huberta w tym mieście do końca życia. Założył pierwszy zakład produkcyjny wytwarzający wino musujące według francuskiej technologii, który nie znajdował się na terenie Francji. Produkcja szła bardzo dobrze również po jego śmierci pod kierownictwem jego syna Heinricha. Źródła na pewno potwierdzają produkcję win musujących od 1825 w miejscowości Sereď (pod nazwą Hubert). Od tego czasu aż do lat 50. XX wieku istniało najmniej 15 różnych firm produkujących wina musujące. Wina te zdobywały medale na konkursach międzynarodowych np. w Budapeszcie w roku 1842 albo 1896 we francuskim Bordeaux. Najbardziej znane były wina Palugyay i Lenart a Laban.

## Szczepy winorośli
Na Słowacji przeważają szczepy o jasnej skórce. Wiele z nich jest uprawianych i sprzedawanych później pod lokalnymi nazwami: devín (odmiana wyhodowana na terenie Słowacji, w Modre), welschriesling (ryzling vlašský), sauvignon blanc, grüner veltliner (veltlínske zelené). Popularny jest także klasyczny riesling (ryzling rýnsky), müller-thurgau, pinot blanc (rulandské biele) i sylvaner (silvánske zelené). W niewielkim regionie Tokajská uprawia się te same odmiany, co po węgierskiej stronie: furmint, hárslevelű (słow. lipovina) i muscat (słow. muškát).
Odmiany o ciemnej skórce, na wina czerwone nie odbiegają od sąsiednich państw: frankovka modrá, sankt laurent (svätovavrinecké) i cabernet sauvignon (ten ostatni zwłaszcza w okolicach Nitry.

## Podział win na Słowacji
Wina słowackie dzielą się:
- według zawartości cukru (wartości podane dotyczą win niemusujących):
  - wytrawne (suché) 0–4 g/l
  - półwytrawne (polosuché) 4–12 g/l
  - półsłodkie (polosladké) 12–45 g/l
  - słodkie (sladké) > 45 g/l

- według zawartości cukru w owocach winogron, z którego było wino zrobione, ilości alkoholu, szczepu winogrona, technologii i końcowej jakości:
- wina stołowe – najniższa jakość, produkowane z winogron o zawartości cukru najmniej 13 °Blg (13 kg cukru na 100 l winnego moszczu); zawartość cukru w moszczu można poprawiać przez dodanie cukru nie więcej jednak niż 4,25 kg na 100 l moszczu; stołowe wina nie mogą być oznaczane na etykietach nazwą szczepu i rejonu, z którego pochodziły owoce. Ilość alkoholu 8,5–15,0%.
- wina wysokojakościowe – produkuje się z owoców, które osiągnęły zawartość cukru min 16 °Blg; dzielą się na:
  - wina wysokojakościowe gatunkowe – wyprodukowane z jednego, głównego szczepu z dodatkiem innych szczepów maks. 15%
  - wina wysokojakościowe markowe – wyprodukowane z winogron krajowego pochodzenia według receptury producenta
  - mieszane wysokojakościowe markowe wina – wyprodukowane z winogron krajowego i zagranicznego pochodzenia według receptury producenta
- wina specjalne z oznaczeniem – wina najwyższej jakości produkuje się tylko z winogron krajowego pochodzenia; na etykietach jest umieszczony rodzaj oznaczenia (predikat), rocznik, rejon pochodzenia winogron; wina te są dzielone na wzór systemu niemieckiego:
  - Kabinet (Kabinetné), 19–21 °Blg, z winogron wczesnodojrzałych
  - Późny zbiór (Neskorý zber), 21–23 °Blg, winogrona w pełni dojrzałe zbierane w końcówce zbiorów
  - Selekcja z owoców (Výber z hrozna), 23–25 °Blg, pieczołowicie wybierane winogrona z eliminacją nie w pełni dojrzałych i przejrzałych owoców
  - Bobulowy zbiór (Bobuľový zber), 25–29 °Blg, owoce wybierane z przejrzałych winogron
  - Rodzynkowa selekcia (Hrozienkový výber), > 29 °Blg, przejrzałe i częściowo wysuszone owoce cibeby
  - Lodowy zbiór (Ľadový zber), > 27 °Blg, przejrzałe owoce zbierane i przerabiane po spadku temperatur poniżej –7 °C.
  - Słomowy zbiór (Slamový zber)

- wina tokajskie ze słowackiego regionu Tokaj – wina produkowane z owoców pochodzących z rejestrowanych słowackich tokajskich winnic, o smaku i charakterze analogicznych do węgierskich Tokajów – dzielą się w podobny do węgierskiego sposób:
  - tokajskie gatunkowe wina – wyprodukowane ze szczepu jednego gatunku z dodatkiem innych szczepów maks. 15%
  - tokajskie samorodne wina – produkowana w latach z krótszym czasem ekspozycji słońca, kiedy na kiściach nie wytworzy się wystarczająca ilość cibeb; wytrawne – bez cibeb i słodkie z mniejszą ilością cibeb
  - selekcja tokajska (słow. Tokajský výber) – wina najwyższej jakości produkowanie z owoców dojrzewających w nasłonecznionych latach. Według ilości cibeb, która jest określana ilością putni w podstawowej jednostce jaką definiuje Göncskiej beczki dzieli się na dwu – sześcioputniowe.

| Wina tokajskie               | Min. czas dojrzewania w latach | Alkohol [% obj.] | Resztkowy cukier [g/l] | Bezcukrowy extrakt [g/l] |
| tokajskie gatunkowe wina     | bez ograniczenia               | > 12             | bez ograniczenia       | > 22                     |
| tokajskie samorodne wytrawne | 1–1,5                          | > 12             | do 10                  | > 25                     |
| tokajskie samorodne słodkie  | 1–1,5                          | > 12             | > 10                   | > 25                     |
| tokajska selekcia            | 3–5                            | > 12             | 40–150                 | 25–50                    |

- wina poprawiane
- wina do przemysłowej przeróbki

## Regiony winiarskie na Słowacji
- region małokarpacki (Malokarpatská)
- region południowosłowacki (Južnoslovenská)
- region nitrzański (Nitranská)
- region środkowosłowacki (Stredoslovenská)
- region wschodniosłowacki (Východoslovenská)
- region Tokaj (Tokajská)